# Музеј Тисен-Борнемиса
Национални Музеј Тисен-Борнемиса (на шпанском, Museo Nacional Thyssen-Bornemisza (изговор:  ), назван по оснивачу), или једноставно Тисен, је уметнички музеј у Мадриду, у Шпанији, који се налази у близини музеја Прадо, на једном од главних градских булевара. Познат је као део „Златног троугла уметности“, који такође укључује националне галерије Прадо и Краљица Софија. Поставка музеја укључује италијанске примитивце и дела енглеске, холандске и немачке школе, али и импресионисте, експресионисте и европске и америчке слике из 20. века.
Са преко 1.600 слика, то је некада била друга највећа приватна колекција на свету након Британске краљевске колекције.

## Историја
Колекција је покренута 1920-их као приватна колекција барона Тисена. Један од најстаријих Баронових извора биле су колекције америчких милионера који су се суочавали са Великом депресијом и порезима на наслеђе. На овај начин стекао је старе уметнине сликара као што су Доменико Гирландајо и Виторе Карпачо. Касније је колекцију проширио баронов син (1921–2002), који је сакупио већину дела из збирки својих рођака и наставио да набавља велики број нових дела (од готске уметности до Луциена Фројда ). 
Колекција је првобитно била смештена на породичном имању у Лугану, у згради од двадесет соба по узору на Neue Pinakothek у Минхену. Године 1988. Барон је поднео захтев за изградњу нове зграде коју су пројектовали британски архитекти Џејмс Стерлинг и Мајкл Вилфорд, али план је одбило Градско веће Лугана.
Године 1985. барон се оженио Кармен Сервером (бившом мис Шпаније 1961. године). Њен утицај био је пресудан у наговору барона да пресели језгро своје колекције у Шпанију где је локална влада имала зграду поред Прада. Музеј Тисен-Борнемисза званично је отворен 1992. године и приказује 715 уметничких дела. Годину дана касније, шпанска влада је купила 775 радова за 350 милиона долара. Ови комади се сада налазе у наменском музеју у Мадриду. Након отварања музеја, 1999. године, Сервера је на 11 година позајмила музеју 429 уметничких дела које је имала у својој уметничкој колекцији. Зајам се обнавља годишње од 2012. године.
Бароница је активно укључења у уређење музеја и околине, а јавно се успротивила и преуређењу булевара Прадо.

## Збирка
Слике старих сликара купио је углавном старији барон, док се његов син Ханс више усредсредио на сликаре 19. и 20. века, што је резултирало колекцијом која обухвата осам векова европске уметности.
Једна од централних тачака је рано европско сликарство, са великом колекцијом италијанских сликара као што су Дучо ди Буонинсења, Паоло Учело и њихови савременици. Колекција музеја обухвата дела фламанских и холандских сликара као што су Јан ван Ајк, Рохир ван дер Вејден, Герард Давид и Ханс Мемлинг .
Остале колекције укључују дела водећих сликара ренесансе, барока и рококоа, укључујући сликаре као што су Антонело да Месина ( Портрет мушкарца), Фра Бартоломео, Ђовани Белини, Тицијан Вечели, Тинторето, Паоло Веронезе, Албрехт Дирер (Христ међу лекарима ), Ханс Балдунг, Лука Кранах Старији, Ханс Холбајн Млађи, Каравађо, Петер Паул Рубенс, ван Дајк, Муриљо, Рембрант, Франс Халс, Каналето, Ђовани Батиста Тијеполо, Вато, Франсоа Буше, Шарден, Фрагонар, Томас Гејнсборо, као и два позната портрета Доменика Гирландајоа и Карпача.
Приказ Европе 19. века почиње радовима сликара као што су Франсиско Гоја, Делакроа, Жерико, Камиј Коро и Курбе. Постоје дела импресионистичких и пост-импресионистичких уметника као што су Клод Моне, Пјер Огист Реноар, Едгар Дега, Камиј Писаро, Алфреда Алфред Сисли, Пјер Бонар, Анри де Тулуз-Лотрек, Пол Гоген, Пол Сезан и Винсент ван Гог. Велика збирка модерне уметности двадесетог века укључује кубистичка дела Пикаса, Брака и Гриса, као и слике Едварда Мунка, Егона Шилеа, Џејмса Енсора, Кандинског, Салвадора Далија, Паула Клеа, Шагала, Магрита, Пита Мондријана, Едварда Хопера, Полока, Роткоа, Ликтенстајна, Кунинга и Бејкона. Избор немачког експресионизма је опсежан и обухвата Емила Нолдеа, Ернста Лудвига Кирхнера, Августа Макеа, Мака Бекмана, Георга Гроса и Ота Дикса.
Једна слика, Rue Saint-Honoré in the Afternoon, Effect of Rain Камија Писара, припадала је јеврејској жени, Лили Касирер коју је нацистички званичник приморао да је под принудом размени за излазну визу да би отишла из нацистичке Немачке  после Кристалне ноћи 1939. Године 2015. њени потомци су поднели тужбу против музеја, уз образложење да су Лили опљачкали нацисти. Дана 1. маја 2019. судија у Калифорнији утврдио је да музеј има право на чување слике, упркос међународним прописима који говоре супротно.

## Продаја
2011. године, због „недостатка ликвидних средстава“, Сервера је одлучила да прода слику енглеског уметника Џона Констабла. Слика, која је припадала њеној приватној колекцији, продата је у Лондону следеће године за 22.4 милиона фунти, што је више него двострука цена која је плаћена за њу 1990. године.